# Gesetz über die Nationale Sicherheit (Südkorea)
Das Gesetz über die Nationale Sicherheit (Kukka Poanbŏp 국가보안법 / 國家保安法) Südkoreas wurde 1948 erlassen. Es war das wichtigste Gesetz zur Durchsetzung der antikommunistischen Regierungsideologie, schränkt die Meinungsfreiheit ein und ist trotz vielfacher Kritik bis heute in Kraft.
Das Gesetz und seine vagen Vorschriften diente von Anfang an dazu, Tausende Dissidenten, Schriftsteller, Künstler, Akademiker, Journalisten, oppositionelle Politiker und Studenten, Verleger und Buchhändler zu verfolgen und zu inhaftieren oder hinzurichten.

## Inhalt
Das Gesetz soll gemäß seiner Einleitung dazu dienen, jegliche zu erwartende Handlungen gegen den Staat unterdrücken, welche die nationale Sicherheit gefährden, um die nationale Sicherheit der Nation sowie das Leben und die Freiheit des Volkes schützen.
In der Fassung von 1980 heißt es:
Eine Person, die einer staatsfeindlichen Organisation nutzt, indem sie Handlungen einer staatsfeindlichen Organisation, ihrer Mitglieder oder einer Person, die im Auftrag einer solchen Organisation handelt, gutheißt, unterstützt oder für sie Partei ergreift, ist mit einer Zuchthausstrafe von bis zu sieben Jahren zu bestrafen. Eine Person, die um genannte Handlungen zu begehen, Dokumente, grafische Darstellungen oder ähnliche Ausdrucksmittel herstellt, importiert, vervielfältigt, besitzt, transportiert, verbreitet, verkauft oder erwirbt, ist nach den entsprechenden Paragrafen mit einer ebenso hohen Strafe zu belegen.
Außerdem sieht das Gesetz auch für Personen, die es unterlassen, Verstöße an die Behörden zu melden, Zuchthausstrafen bis zu fünf Jahren vor.
Das Gesetz wurde vom südkoreanischen Regime immer wieder eingesetzt, um abweichende Meinungen, politische Publikationen, Kunst und Literatur zu unterdrücken und zu bestrafen.

## Geschichte
Das Gesetz vom 1. Dezember 1948 wurde von der Regierung Rhee Syng-man erlassen, und zwar unmittelbar nach dem Aufstand von Yŏsu und Sunch'ŏn, bei dem das Regime nach Erkenntnissen der Wahrheits- und Versöhnungskommission (대한민국 진실·화해를위한과거사정리위원회) zwischen 439 und 2000 Zivilisten tötete.
Es war eine Fortsetzung des Gesetzes zur Aufrechterhaltung der öffentlichen Sicherheit (治安維持法) aus der Zeit der japanischen Kolonialherrschaft über Korea und verbot sowohl den Kommunismus als auch die Anerkennung Nordkoreas als politische Einheit.
Schon im ersten Jahr nach seinem Inkrafttreten wurden 188.621 Personen nach diesem Gesetz verhaftet, darunter 13 Parlamentsabgeordnete.
Das Gesetz wurde im Dezember 1949, im April 1950, im Dezember 1958 (als Teil der Unterdrückungsmaßnahmen der so genannten Politischen Welle 24 (2·4 정치 파동)), im Juni 1960, im September 1962 jeweils novelliert und verschärft.
Einige der nach dem Gesetz Verurteilten verbüßten Gefängnisstrafen von dreißig bis vierzig Jahren, wodurch sie bis zu den Freilassungen der Jahre 1998 und 1999 zu den am längsten inhaftierten politischen Gefangenen der Welt zählten.
1959 wurde Cho Pong-am (조봉암), ein Oppositioneller, der als Gegenkandidat zu Rhee Syng-man bei den Präsidentschaftswahlen 1956 30 % der Stimmen erhalten hatte, nach dem Gesetz verurteilt und gehenkt. 2011 erklärte ein Beamter des Verfassungsgerichtes, dass dies der erste Justizmord Koreas gewesen sei.
Nach dem Militärputsch und der Machtübernahme von Park Chung-hee im Jahr 1961 nutzte dieser das Gesetz zur Verhaftung und Folter von Dissidenten. 1971 trat Kim Dae-jung als Kandidat zur Opposition bei den zu den Präsidentschaftswahlen an. 1973 ließ Park ihn in Tokio entführen und nach Korea verschleppen. Auch der Dichter Kim Chi-ha wurde in den 1970er Jahren nach dem Gesetz zu einer Gefängnisstrafe verurteilt.
Nach dem nächsten Militärputsch im Jahr 1980 von Chun Doo-hwan wurde die Unterdrückung mittels des Gesetzes fortgesetzt. Kim Dae-jung wurde zum Tod verurteilt (jedoch nicht hingerichtet), Oppositionelle und Journalisten wurden nach dem Gesetz verfolgt. Als Reaktion auf die Kritik an dem Massaker von Kwangju wurde zwar eine neue Verfassung installiert und Parteien zugelassen, das Gesetz gegen den Kommunismus aus dem Jahr 1961 wurde aufgehoben, aber die Militärdiktatur integrierte das Regime einige Passagen aus dem Antikommunismusgesetz in das Gesetz über die nationale Sicherheit und setzte das Gesetz über die nationale Sicherheit nach wie vor zur Unterdrückung ein, auch während des Juni-Kampfes von 1987.
Die Politik wurde unter Roh Tae-woo, der 1988 gewählt wurde, fortgesetzt. Im Jahr 1989 wurden durchschnittlich 3,3 Dissidenten pro Tag aufgrund des Gesetzes über die nationale Sicherheit verhaftet.
Bis 1986 wurden nach Angaben des Justizministeriums 230 politische Gefangene nach dem Gesetz hingerichtet. Bis in die 1990er Jahre wurden Tausende politische Gefangene gefoltert, und aufgrund von unter Folter erpressten Geständnissen wurden zahlreiche Personen zu mehrjährigen Gefängnisstrafen verurteilt. Seit 1986 gab es keine Todesurteile mehr nach diesem Gesetz.
1990 urteilte das Verfassungsgericht erneut, dass auch Paragraph 7 des Gesetzes – mit Einschränkungen – verfassungskonform sei. Daraufhin wurde das Gesetz 1991 novelliert. Eine »staatsfeindliche Organisation« wurde nun als »Vereinigung oder Gruppe innerhalb oder außerhalb des Territoriums der Republik Korea« definiert, »die zu dem Zweck gebildet wurde, die Regierung zu infiltrieren [bzw. sich die Rolle der Regierung anzumaßen] oder nationale Unruhen hervorzurufen [bzw. den Staat zu stören]«. Handlungen des Gutheißens, der Unterstützung, der Verbreitung oder der Sympathie für eine staatsfeindliche Organisation steht nach der Novelle nur mehr unter Strafe, wenn diese Handlungen »wissentlich« begangen wurden, um den Staat zu gefährden. Der Artikel, der alle kommunistischen Staaten als »regierungsfeindliche Organisationen« definierte, wurde aufgehoben.
In Folge der Wirtschaftskrise und der politischen Proteste 1997–1998 verschärfte das Regime die Gangart wieder und setzte das Gesetz gegen Studenten und Arbeiter ein, die gegen Arbeitslosigkeit demonstrierten. In der ersten Hälfte des Jahres 1998 wurden mehr als vierhundert Personen auf Grundlage des Gesetzes festgenommen.
Von 1998 bis 2008 – unter den Präsidenten Kim Dae-jung (der selbst nach dem Gesetz zu einer Gefängnisstrafe verurteilt worden war) und Roh Moo-hyun – fiel die Zahl der Verhaftungen und Anklagen nach dem Gesetz drastisch.
2001 wurde der US-amerikanische Staatsbürger Song Hak Sam nach dem Gesetz verhaftet und für zwei Monate eingesperrt, da er den Verleger eines angeblich pro-nordkoreanischen Buches unterstützt hatte. Im selben wurden auch sieben Mitglieder einer südkoreanischen Friedensdelegation, die nach Nordkorea gereist war, nach dem Gesetz mit Gefängnisstrafen bedroht, und Kang Jeong Koo, ein Soziologieprofessor der Dongguk-Universität (동국대학교) in Seoul, wurde nach einer Reise nach Nordkorea verhaftet.
Im September 2003 wurde Song Du-yul, ein deutscher Philosophieprofessor koreanischer Abstammung, bei der Einreise nach Südkorea verhaftet. Im April 2004 wurde er zu sieben Jahren Zuchthaus verurteilt. Nach einer internationalen Solidaritätskampagne setzte das Oberste Gericht seine Strafe im Juli auf Bewährung aus und im August konnte Song nach Deutschland zurückkehren.
Im August 2004 bezeichnete die Nationale Menschenrechtskommission Koreas das Gesetz als Verstoß gegen die Gedanken-, Gewissens- und Meinungsfreiheit und forderte seine Abschaffung. Das Verfassungsgericht urteilte noch im selben Monat jedoch erneut, dass das Gesetz verfassungskonform sei. Im September erklärte Präsident Roh Moo-hyun, das Gesetz sei dazu benutzt worden, die Opposition auszuschalten, und er sei für die Abschaffung des Gesetzes. Er konnte jedoch keine Mehrheit dafür im Parlament erzielen. Die Große Nationalpartei (heute Freiheitspartei Koreas) war und ist strikt gegen die Aufhebung des Gesetzes, und Vertreter der Partei argumentierten nicht nur, dass Südkorea ohne das Gesetz zu einem »Paradies für nordkoreanische Spione« würde, sondern dass es auch zur Stabilität Südkoreas beitrage, da es Südkoreanern sonst freistünde, ihre Unterstützung für Nordkorea zu äußern.
Im Mai 2007 wurde Kim Myeong-soo verhaftet und nach zwei Wochen nach dem Gesetz angeklagt, verbotene Bücher verkauft zu haben und zu besitzen, darunter Werke von Karl Marx und Edgar Snow, obwohl dieselben Werke auch in staatlichen öffentlichen Bibliotheken verfügbar waren. Kim wurde zunächst freigesprochen, nach der Berufung des Staatsanwaltes in zweiter Instanz jedoch im Februar 2012 zu sechs Monaten bedingter und zwei Jahren unbedingter Gefängnisstrafe verurteilt.
Die Regierung von Lee Myung-bak (2008–2013) wendete das Gesetz verstärkt dafür an, das Recht auf freie Meinungsäußerung und auf Versammlungsfreiheit einzuschränken. Die Zahl der Anklagen nach dem Gesetz stieg von 32 im Jahr 2008 auf 63 im Jahr 2011. Das Gesetz werde auch eingesetzt, um Diskussionen über Nordkorea im Internet einzuschränken. Die Zahl der Personen, die für pro-nordkoreanische Internetveröffentlichungen verfolgt wurden, stieg von 5 im Jahr 2008 auf 51 im Jahr 2011 (bis Oktober), und die Zahl der verbotenen Internetseiten stieg von 18 im Jahr 2009 auf 178 im Oktober 2011. Die vagen Klauseln des Gesetzes werden willkürlich gegen Einzelpersonen und Organisationen eingesetzt, die als Regierungsgegner eingeschätzt werden. Dabei haben die Behörden Menschen auf Grundlage von Beweisen verurteilt, die vom Geheimdienst geliefert wurden und deren Beschaffung vom Verfassungsgericht als verfassungswidrig bezeichnet wurde, sie haben Gefangene misshandelt und von ihren Angehörigen isoliert, wenn sie von ihrem Recht zu Schweigen Gebrauch machten.
Im August 2008 nahm die Regierung sieben Aktivisten des Sozialistischen Arbeiterbundes fest. Ein Gericht wies die Anträge der Staatsanwaltschaft auf Haftbefehle zunächst ab und urteilte, dass die Aktivisten keine substanzielle Bedrohung für die nationale Sicherheit darstellten. Im August 2009 wurden acht Aktivisten nach dem Gesetz angeklagt. Im Dezember 2011 wurde der Gründer der Organisation, Oh Se-chul, zu zwei Jahren unbedingter und drei Jahren bedingter Gefängnisstrafe verurteilt, seine Mitangeklagten wurden ebenfalls schuldig gesprochen.
Im Juli 2009 wurde Kim Eun-hye festgenommen und im November 2009 nach dem Gesetz angeklagt. Sie war im Jahr 2004 mit Genehmigung des südkoreanischen Wiedervereinigungsministeriums gereist. Nun wurde sie der Spionage für Nordkorea angeklagt und im Oktober 2011 zu dreieinhalb Jahren Gefängnis verurteilt. Während der Haft wurde sie von ihrer 19 Monate alten Tochter getrennt. Im Dezember begann das Berufungsverfahren in nächster Instanz, und im Februar 2012 wurde Kim freigelassen.
Im August 2011 wurde Choi Ho-hyeon nach dem Gesetz dafür verurteilt, Literatur zu besitzen, die einer »staatsfeindlichen Organisation« nutze, zu zwei Jahren unbedingter und drei Jahren bedingter Gefängnisstrafe verurteilt.
Im Dezember 2011 wurden mehrere Mitglieder des Allkoreanischen Verbandes für die Wiedervereinigung Koreas zu mehrjährigen Gefängnisstrafen verurteilt, obwohl das Verfassungsgericht im Dezember des Vorjahres geurteilt hatte, dass die Behörden die Beweise durch illegales Abhören von Telefon- und Internetkommunikation und illegales Öffnen seiner Post erlangt hatte.
Im September 2012 wurde Park Jeong-geun nach dem Gesetz zu zehn Monaten unbedingter und zwei Jahren bedingter Haft dafür verurteilt, dass er Material von nordkoreanischen Webseiten auf Twitter wiedergegeben hatte, obwohl Park die Bilder satirisch verfremdet hatte, um das nordkoreanische Regime zu kritisieren.
Im September 2013 wurde u. a. der Parlamentsabgeordnete Lee Seok-ki (이석기) nach dem Gesetz angeklagt, Sabotageakte und einen pro-nordkoreanischen Aufstand oder Putsch zu planen. Im Februar 2014 wurde er zu zwölf Monaten Gefängnis verurteilt. Seine Partei, die Vereinigte Fortschrittspartei, war seit den Wahlen vom April 2012 mit 13 von 300 Abgeordneten die drittstärkste Partei im Parlament. Im Dezember 2014 urteilte das Verfassungsgericht, dass die Vereinigte Fortschrittspartei nach dem Gesetz aufzulösen, zu verbieten und ihren gewählten Parlamentsabgeordneten das Mandat zu entziehen sei.
Im November 2023 wurde Lee Yoon-seop nach dem Gesetz zu 14 Monaten Gefängnis verurteilt, nachdem er ein Gedicht verfasst hatte, in dem er Nordkorea lobte. Amnesty International forderte ein Ende seiner Verfolgung und seine sofortige Freilassung: »Ein Gedicht zu schreiben stellt keine Bedrohung für die Sicherheit dar. ... Das Gesetz über die Nationale Sicherheit darf nicht willkürlich eingesetzt werden, um jene zu schikanieren, zu verhaften oder zum Schweigen zu bringen, die lediglich friedlich ihr Recht auf Meinungsfreiheit und freie Meinungsäußerung wahrnehmen.«

## Kritik
Juristen werfen dem südkoreanischen Regime vor, dass das Gesetz über die nationale Sicherheit einen eklatanten Verstoß gegen internationale Menschenrechtsstandards darstellt, und zwar unter anderem gegen die Allgemeine Erklärung der Menschenrechte von 1948 und den Internationalen Pakt über bürgerliche und politische Rechte von 1976, die Südkorea ratifiziert hat.